# Puchar Ameryki w piłce siatkowej
Puchar Ameryki w piłce siatkowej – impreza organizowana co 2 lata przez CSV i NORCECA od 1998 r. Biorą w niej udział męskie reprezentacje narodowe należące do tych dwóch organizacji.

## Medaliści
| Rok  | Miejsce       | Złoto             | Srebro            | Brąz              |
| ---- | ------------- | ----------------- | ----------------- | ----------------- |
| 1998 | Mar del Plata | Brazylia          | Argentyna         | Kuba              |
| 1999 | Tampa         | Brazylia          | Stany Zjednoczone | Argentyna         |
| 2000 | São Bernardo  | Kuba              | Brazylia          | Stany Zjednoczone |
| 2001 | Buenos Aires  | Brazylia          | Kuba              | Argentyna         |
| 2005 | São Leopoldo  | Stany Zjednoczone | Brazylia          | Kuba              |
| 2007 | Manaus        | Stany Zjednoczone | Brazylia          | Kuba              |
| 2008 | Cuiabá        | Kuba              | Brazylia          | Wenezuela         |

### Klasyfikacja medalowa
| L.p. | Kraj              |   |   |   | Razem |
| 1.   | Brazylia          | 3 | 3 | - | 6     |
| 2.   | Stany Zjednoczone | 2 | 1 | 1 | 4     |
| 3.   | Kuba              | 1 | 1 | 3 | 5     |
| 4.   | Argentyna         | - | 1 | 2 | 3     |
| 4.   | Wenezuela         | - | - | 1 | 1     |